# Jean-Pierre Croquet
Jean-Pierre Croquet, né le 23 juin 1948 à Saint-Quentin dans l'Aisne, est un auteur de bande dessinée, nouvelliste, romancier et anthologiste français.
Ancien professeur de lettres modernes au Collège Gernez-Rieux à Ronchin (Nord), il est membre de l’Oulipopo.

## Biographie
Spécialiste en France du théâtre policier, il a écrit plusieurs articles sur le sujet : Enigmatika, Le Crime est notre affaire no 26 (1996), Guide Totem Polar (Larousse).
Son autre centre d’intérêt, tourné vers Sherlock Holmes, se manifeste par l’édition intégrale des œuvres de Conan Doyle qu’il dirige aux éditions NéO, des articles d’exégètes qu’il signe dans des revues, le plus notoire étant « Le Grand Hiatus ou les années obscures à la lumière de l’holmesologie » (Le Crime est notre affaire no 28, 1997) et par son travail de scénariste de bandes dessinées (François Boucq, Éric Herenguel, Benoît Bonte).
Avec ce dernier, il entame une collaboration en écrivant des aventures apocryphes de Sherlock Holmes inspirées par des untold stories publiées à partir de 2000 chez Soleil Productions.
Avec Le Diable de Dartmoor dessiné par Francis Cold, il inaugure en 2002 une nouvelle série, Docteur Twist, inspirée par les romans de Paul Halter.
Il a entrepris des adaptations de romans en pièces radiophoniques et des dramatiques pour France Culture : Villa méduse (1998), À la recherche d’Yvan Freaks (2002)…
Il a composé plusieurs recueils sur le thème de Noël, pour l’essentiel publiés au Masque. Il est lui-même l’auteur de plusieurs nouvelles fantastiques publiées dans les collectifs Andromède. 
Il s'est associé à Alain Demouzon pour coécrire  Fromental et l'Androgyne (Fayard, 2007), roman policier qui se passe à Paris, en 1892,  et où un écrivain « fin de siècle » collabore avec un ami devenu inspecteur à la Sûreté générale, pour la résolution d'une série de meurtres étonnamment mis en scène dans les milieux artistiques « décadentistes » de la capitale.
Enfin, Jean-Pierre Croquet a présenté et annoté l’essai de Stephen King édité en France en deux volumes : Anatomie de l’horreur (Éditions du Rocher, 1995) et Pages noires (Éditions du Rocher, 1996).

## Œuvres

### Romans
- Fromental et l'Androgyne (coécrit avec Alain Demouzon), Fayard, 2007[6].
- La Loge noire, L'Archipel, 2017.

### Bandes dessinées
Sherlock Holmes (dessins Benoît Bonte)
1. L'Étoile sanglante (Soleil, 2000)[3]
2. La Folie du colonel Warburton (Soleil, 2000)
3. L'Ombre de Menephta (Soleil, 2001[7]
4. Le Secret de l'île d'Uffa (Soleil, 2001)
5. Le Vampire du West End (Soleil, 2002).

Dr Twist (dessins Francis Cold)
1. Le Diable de Dartmoor (Soleil, 2002)

### Anthologies
- Noëls rouges. 25 histoires mystérieuses pour le temps de la fête (Julliard « Bibliothèque criminelle » no 1, 1989)
- Sherlock Holmes - Théâtre complet (Nouvelles Éditions Oswald « Intégrale Conan Doyle » no 21, 1989)
- Tableaux rouges. 25 histoires mystérieuses pour le temps des Beaux-Arts (Julliard « Bibliothèque criminelle » no 4, 1990)
- Dorothy L. Sayers vol.1 : les années 1923-1928 (Masque « Intégrales », 1995)
- Frissons de Noël (Masque GF, 1998)
- Petits crimes de Noël (Masque GF, 1999)
- Noël noirs (Masque GF, 2000)
- L’Heure des fantômes (Hoëbeke « Légendes », 2001)[8]
- Du sang sous le sapin (Masque GF, 2001)
- Y aura-t-il un crime à Noël ? (Masque GF, 2002)
- Griffes de sang et autres histoires de chat (Masque GF, 2003)
- Mystères et bûches glacées (Masque GF, 2003)
- Crimes et fantômes de Noël (L'Archipel, 2018)

### Nouvelles
- Le Test (in Mystères 90, Masque GF, 1990)
- Les Fantômes du Trianon (in Petits crimes du temps jadis, Masque GF, 2001)
- Pour faire plaisir à Martin (in Du sang sous le sapin, Masque GF, 2001)
- À la recherche d’Yvan Freaks (in Noirs scénars, Les Belles lettres « Le Grand Cabinet Noir », 2002).

### Œuvres préfacées
- Le Mystère d'Edwin Drood / Charles Dickens ; traduit de l'anglais et résolu par Paul Kinnet ; préface de Jean-Pierre Croquet ; postface de Paul Kinnet. Paris : Archipoche, n° 207, 2012, 497 p.  (ISBN 978-2-35287-304-4) Rééd. collector Archipoche, 2020, 497p.  (ISBN 978-2-37735-433-7)
- Trop de témoins pour lord Peter / Dorothy L. Sayers ; traduit de l'anglais par Jean-Marc Mendel ; postface Jean-Pierre Croquet. Paris : Éditions du Masque, coll. "Masque poche Jaune" n° 34, 2014, 442 p.  (ISBN 978-2-7024-4009-4)
- La Guerre des mondes / H. G. Wells ; traduit de l'anglais par Henry D. Davray ; préface de Jean-Pierre Croquet. Paris : Archipoche, coll. "Classiques d'hier et d'aujourd'hui" n° 453, 2017, 303 p.  (ISBN 978-2-37735-017-9)
- L'Île du docteur Moreau. Suivi de La Machine à explorer le temps / Herbert George Wells ; traduit de l'anglais par Henry D. Davray ; préface de Jean-Pierre Croquet. Paris : Archipoche, n° 458, 2017, 369 p.  (ISBN 978-2-37735-028-5)

### Œuvres annotées
- Anatomie de l’horreur (vol. 1) / Stephen King ; trad. Jean-Daniel Brèque. Éditions du Rocher, 1995.  (ISBN 2-268-01993-4). Rééd. J'ai lu n° 4410, 03/1997, 378 p.  (ISBN 2-290-04410-5) ; J'ai lu n° 4410, 02/2002, 378 p.  (ISBN 2-290-31879-5)
- Anatomie de l'horreur (vol. 2) : Pages noires / Stephen King ; trad. Jean-Daniel Brèque. Éditions du Rocher, 1996.  (ISBN 2-268-02079-7). Rééd. J'ai lu n° 4411, 03/1997, 378 p.  (ISBN 2-290-04411-3) ; J'ai lu n° 4411, 03/2002, 378 p.  (ISBN 2-290-31880-9)
- Anatomie de l'horreur (vol. 1 & 2) / Stephen King ; trad. Jean-Daniel Brèque. Albin Michel, 2018, 619 p.  (ISBN 978-2-226-32603-4) Rééd. revue et enrichie. Le Livre de poche, coll. "Imaginaire" n° 35659, 09/2020, 878 p.  (ISBN 978-2-253-26056-1)